# Juan José Barberá
Juan José Barberá Zamora (* 4. April 1954 in Valencia) ist ein spanischer Maler.

## Leben und Werk
Nach Beendigung der Schulzeit besuchte er die Kunst- und Berufsschule. Anschließend studierte er Kunst an der Polytechnischen Universität Valencia.
Danach erweiterte er seine Kenntnisse an der internationalen Schule für Freskomalerei in Sant Cugat del Vallès.
Erste künstlerische Schritte unterstützte die Provinzverwaltung von Valencia, die ein Stipendium für Malerei bereitstellte. In den ersten Jahren als Maler orientierte sich Barberá stark an der Madrider Schule.
Später suchte er seinen eigenen Stil, experimentierte mit neuen Materialien. Seine Arbeiten zeigen moderne Formen, sind von Suche und Unzufriedenheit gekennzeichnet.
Für sein Schaffen erhielt er viele 1. Preise und Auszeichnungen.
Neben seiner künstlerischen Tätigkeit ist Barberá als Professor an der Universität Valencia/Abteilung für Malerei an der Fakultät der Schönen Künste tätig.
Ideen für die Umsetzung seiner Werke sucht er im Gedankenaustausch mit anderen Künstlern. Prominente Gäste waren Neo Rauch und A. R. Penck, mit denen er befreundet ist.

## Preise und Auszeichnungen(Auswahl)
- Estil-Preis für Malerei (Valencia)
- Senyera-Preis für Malerei (Valencia)
- 1. Platz für Malerei (Burjasot)

## Ausstellungen(Auswahl)
- Kulturinstitut Simancas
- Centre The Welfare  (Valencia)
- Deutscher Ring  (Hamburg)
- Museo Florencio de la Fuente Requena (Valencia)
- Ausstellung im Kulturhauptstadtjahr 2010  (Essen)